# Mebang
Mebang est un village de la région du Centre du Cameroun. Il est localisé dans l'arrondissement (commune) de Minta, département de la Haute-Sanaga. On y accède par la piste rurale qui lie Biboa à Andom.

## Population et société
En 1961, la population de Mebang était de 129 habitants. Mebang comptait 216 habitants lors du dernier recensement de 2005. La population est constituée pour l’essentiel de Badjia.